# Алескеров, Муртуз Наджаф оглы
Муртуз Наджаф оглы Алескеров  (азерб. Murtuz Nəcəf oğlu Ələsgərov; 20 сентября 1928, Гянджа, Азербайджанская ССР, ЗСФСР, СССР — 7 августа 2012, Баку, Азербайджан) — азербайджанский государственный деятель, спикер Национального собрания Азербайджана (1996—2005).

## Биография
Окончил юридический факультет Азербайджанского государственного университета. С 1954 года работал старшим преподавателем, а затем деканом юридического факультета Азербайджанского государственного университета, с 1957 года — заведующий кафедрой международного права. С 1965 года занимал должность директора Департамента конституционного права в том же университете.
В 1993—1996 годах ректор Бакинского государственного университета. Почётный доктор Киевского государственного университета.

## Политическая карьера
Был избран в Национальное собрание Азербайджана на парламентских выборах 1995 и переизбран на парламентских выборах 2000 года. 16 октября 1996 года избран спикером Национального собрания, переизбран на этот пост 24 ноября 2000 года и занимал его до декабря 2005 года. На парламентских выборах 2005 года вновь избран в парламент от Гарадагского района г. Баку.
Был заместителем председателя партии Ени Азербайджан.

## Награды и звания
- Орден «Независимость» (19 сентября 1998 года) — за большие заслуги в развитии юридической науки и образования в Азербайджане[1].
- Орден Дружбы (30 ноября 2005 года, Россия) — за большой вклад в развитие и укрепление российско-азербайджанских дружественных отношений[2].
- Медаль «В память 300-летия Санкт-Петербурга» (2003 год, Россия) — за особый вклад в развитие Санкт-Петербурга и за большой вклад в укрепление дружеских связей между Азербайджаном и Санкт-Петербургом[3].
- Почётный диплом Президента Азербайджанской Республики (19 сентября 2008 года) — за заслуги в развитии юридической науки и образования в Азербайджанской Республике[4].
- Орден «Содружество» (18 апреля 2001 года, Совет Межпарламентской Ассамблеи государств — участников СНГ) — за активное участие в деятельности Межпарламентской Ассамблеи и её органов, вклад в укрепление дружбы между народами государств — участников Содружества[5].